# Johann Basilius Herold

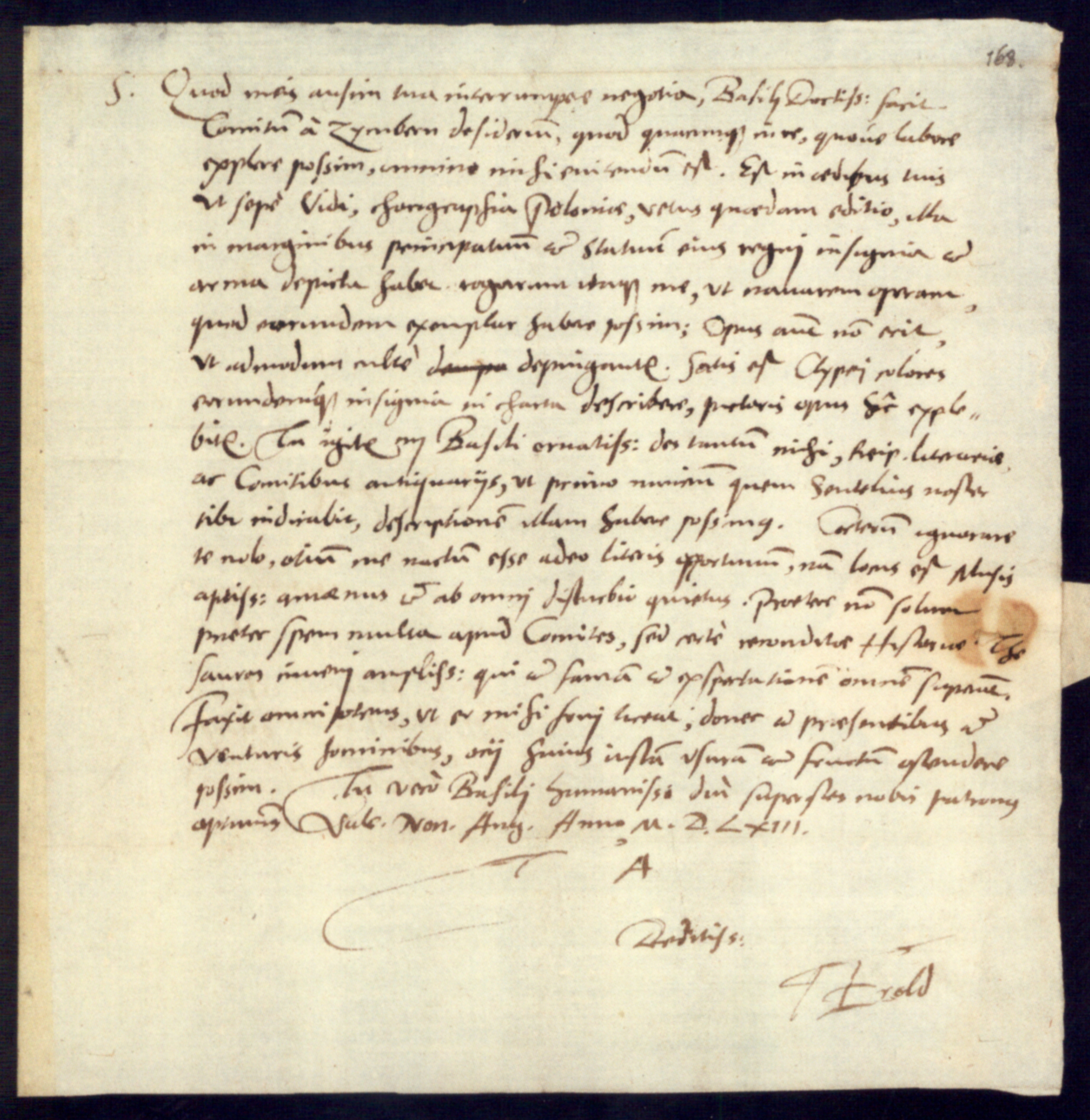
Johann Basilius Herold schreibt an den Drucker Basilius Amerbach; Erwähnung der von Herold 1563 besuchten Grafen Wilhelm Werner von Zimmern und Froben Christoph von Zimmern als comites antiquarii; (Original als Bestandteil der Amerbachkorrespondenz in der Universitätsbibliothek Basel)

Johann Basilius Herold (auch Johannes Heroldt, Beiname Acropolita [von Höchstädt]; * 17. Dezember 1514 in Höchstädt an der Donau; † 17. Juni 1567 in Basel) war Drucker, Humanist, Historiker und Publizist.

## Leben
Sein gleichnamiger Vater war ein aus Calw stammender, ab 1527 fuggerischer Amtmann in Schmiechen. Johann kam unehelich zur Welt. Er war zweimal verheiratet, zunächst mit einer Tochter der Basler Bürgerfamilie Gernler, dann mit Veronika Blowner (Blauner), und hatte zwei Söhne, von denen nur einer das Erwachsenenalter erreichte: Immanuel Basilius, geboren 1541, ab 1571 Oberschreiber am Spital in Basel.

## Ausbildung und Werk
Herold bereiste zehn Jahre lang (bis 1535) als Scholar Deutschland und Italien. Seine Studien führten ihn bis nach Sizilien. Sein Bemühen, 1539 in Basel ein Stipendium und die Zulassung zu den Studien zu bekommen, scheiterte an seiner unehelichen Geburt. Aus materiellen Gründen und durch seine mangelhafte Schulung benachteiligt, arbeitete er als Übersetzer und Korrektor für mehrere Basler Drucker. Auch seine Versuche in der Dekade nach 1542, als Pfarrer oder Pfarrhelfer zu amtieren, zerschlugen sich. In diesen Jahren arbeitete er, obwohl kein Theologe, 1542–43 als Pfarrer in Reinach BL, 1543–44 als Kandidat und Pfarrhelfer in Augsburg sowie 1545–52 als Pfarrer in Pfeffingen BL. Anschließend geriet Herold in völlige Abhängigkeit von hohen Gönnern und den Aufträgen seiner Druckerherren. In dieser Zeit trug er als Herausgeber zahlreicher Erstdrucke literarischer, historiographischer und theologischer Texte zum Ruf des Druckerstandorts Basel bei. Für einzelne Schriften kann er als Entdecker gelten. Seine eigenen Schriften, meist historische Kompilationen, die im Zeichen der vaterländisch-humanistischen Geschichtsschreibung des Elsässers Beatus Rhenanus und der Wiener Schule stehen, gelten heute als geringwertig.
Herold erwarb sich die Gunst Friedrichs II., des Weisen, der ihn ermutigte, ein großangelegtes Sammelwerk zur Würdigung Deutschlands und seiner Geschichte zu verfassen. Über Vorarbeiten kam er jedoch nicht hinaus. Dazu zählt die Ausgabe germanischer Stammesrechte mit der einmalig überlieferten Lex Frisionum (1557), die auf eigenen Handschriftenfunden beruht. Sie gilt heute als seine bedeutendste editorische Leistung. Auch danach hielt Herold am Ethos Maximilians I. fest, so beispielsweise 1559, als er während der Auseinandersetzung zwischen Ferdinand I. und der Kurie mit Ausgaben spätmittelalterlicher Erbauungsliteratur, darunter der ersten deutschen Übersetzung von Dantes Monarchia, zur Stärkung des Reichsgedankens beitrug. In den 1550er Jahren beschäftigte sich Herold in De Romanorum in Rhetia littorali stationibus mit Landesbeschreibungen, die seinen Patriotismus für Deutschland als Existenz römischen Erbes offen darlegen. Seine Darstellung fußt „auf den antiken römischen Provinzgrenzen, die den ehemals rätischen Raum nicht in die Beschreibung der Germania“ einschließt. In seinen Ausführungen wird in ausführlicher Form die spätantike römische Heeresorganisation im oberen Donauraum beleuchtet.
Herold galt schon zu Lebzeiten als reichs- und kaisertreu und pflegte gute Beziehungen zur katholischen Geistlichkeit, konnte aber in seiner Wahlheimat für seine Arbeit nur wenig Anerkennung finden.
In seinen letzten Jahren diente er der Stadt Basel gelegentlich als Beobachter am Reichstag und am Kaiserhof und arbeitete als Amanuensis im Umfeld des Chronisten Wilhelm Werner von Zimmern. Zu seinen unrühmlichen Elaboraten gehörte 1560 die Erfindung des Tassilo von Zollern, vermeintlicher erster Ahnherr der Hohenzollern, zu dem er von Karl I. von Hohenzollern mit der Geschichtsforschung beauftragt worden war. Diese Schimäre hielt bis ins 18. Jahrhundert, als Friedrich der Große diesen noch in seinen Werken erwähnte.

## Werke (alle Verlagsort Basel)
- Petrarca, Opera quae extant omnia, 1554 (1. Gesamtausg.)
- Mon. s. patrum orthodoxographa u. Haereseologia, 1554 und 1556
- Originum ac Germanicarum antiquitatum libri, 1557 (germanische Stammesrechte)
- Marianus Scotus, Chronist und Gottfried von Viterbo, Pantheon sive Universitatis libri, beide 1559
- Beda Venerabilis, Opera 1563 (1. Gesamtausgabe). – Übersetzungen: Erasmus, Von d. Zung, 1544
- Lilio Gregorio Giraldi u. a., Heydenweldt u. irer Götter anfängckl. ursprung, 1554
- Dante, Von d. Monarchey, 1559, Faks.dr. hrsg. v. J. Oeschger, 1965
- Jordanus von Osnabrück (und Alexander von Roes), Chur od. v. d. Churfürsten whale (Memoriale de prerogativa Romani Imperii), 1559. – Eigene Schriften: Philopseudes (Rede z. Verteidigung des Erasmus), 1542
- De bello sacro continuata historia (Vorgeschichte und Fortsetzung der Kreuzzugsgeschichte Wilhelms von Tyrus), 1549, 21560
- Panegyriken auf Kaiser Ferdinand I. und Erzherzog Ferdinand
- Grabrede auf Ferdinand I.